# Patrick Fischer (Politiker)
Patrick Fischer (* im 20. Jahrhundert) ist ein Schweizer Maschineningenieur und Politiker (Auto-Partei und FDP).
Fischer war Grossrat des Kantons Aargau. Er ist Vizepräsident der Aargauischen Vaterländischen Vereinigung.